# Willy Osterrieth

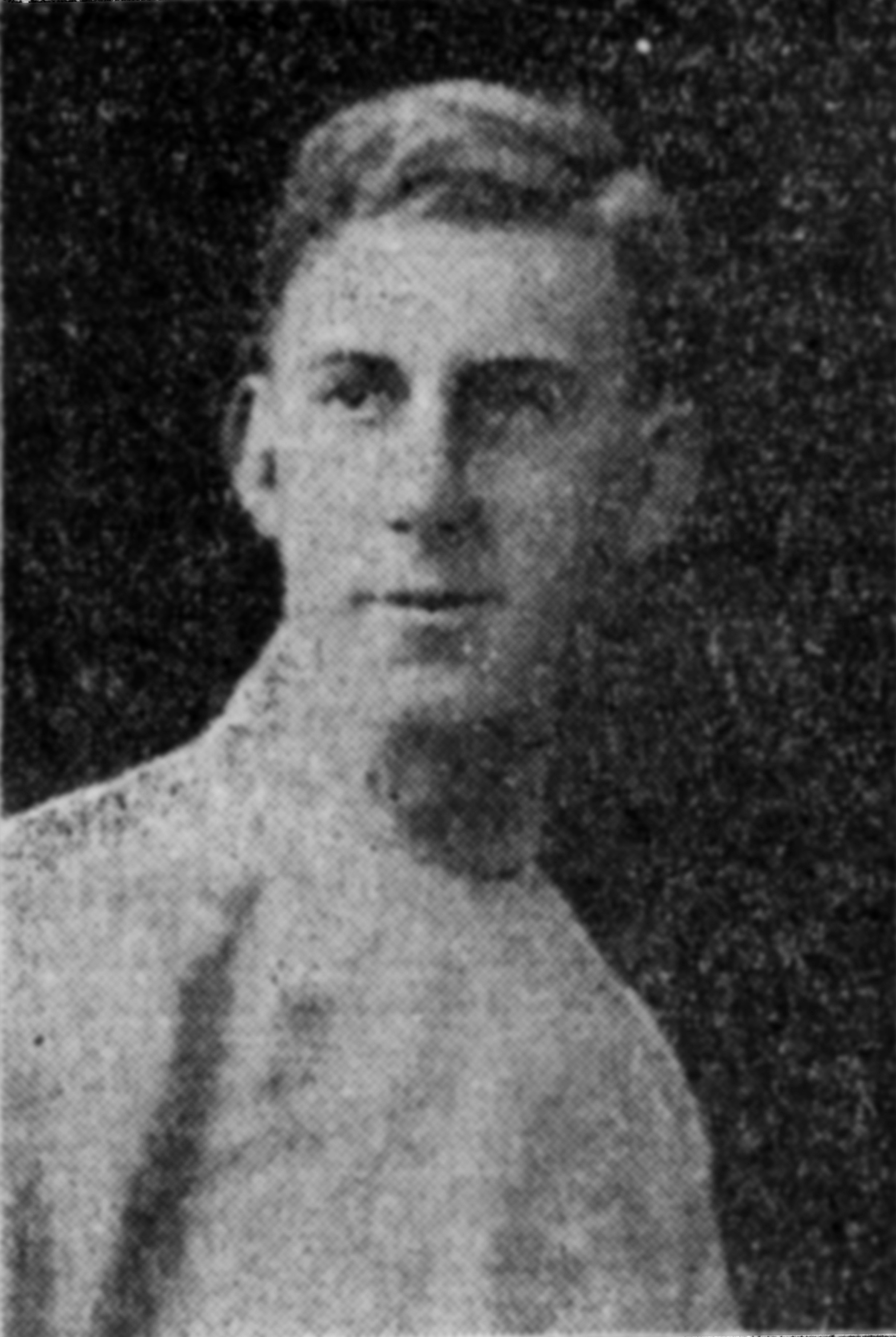
Willy Osterrieth

Willy Osterrieth (* 27. Oktober 1908 in Antwerpen; † 8. März 1931 in Kali Baroe, nahe Surabaya, Niederländisch-Indien) war ein belgischer Fechter.

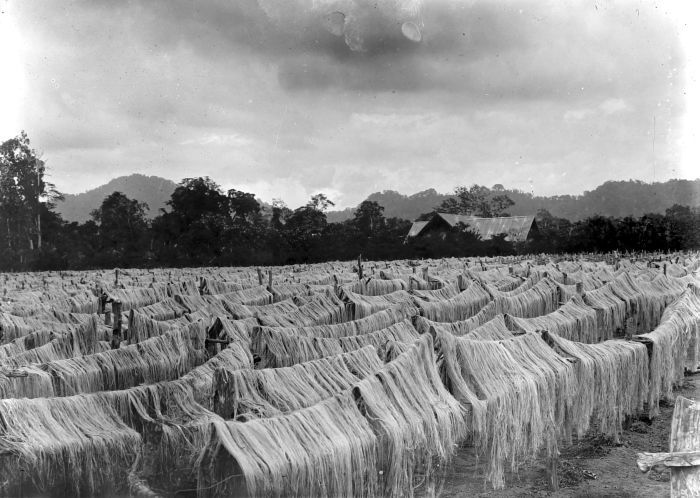
Unfallort Kali Baroe in Ost-Jawa

## Familie
Die Vorfahren der väterlichen, männlichen Linie der Osterrieth lebten seit mindestens fünf Generationen ununterbrochen in Straßburg im Elsass und waren dort als Schreiner- bzw. Tischlermeister tätig. Einzelne Familienmitglieder gingen in die Schweiz. So war Johann Daniel Osterrieth (1768–1839) in Bern als Architekt tätig. Ein Samuel Friedrich Osterrieth (1763–1821) zog nach Frankfurt am Main und handelte mit Häuten, Fellen, Rheinweinen und betrieb Wechselgeschäfte und eine Spedition. Er brachte es bis zum Senior (Präsident) der damaligen „Handlungs-Kammer“ und wurde Begründer des Frankfurter Familienzweiges. Sein Sohn August Osterrieth gründete in Frankfurt am Main eine  Druckerei. Albert Osterrieth (1865–1926) war ein Berliner Professor für Rechtswissenschaften sowie Publizist und Mitbegründer des gewerblichen Rechts- und Urheberschutzes.
Jacques-Ernest Osterrieth (1826–1896) zog es von Frankfurt nach Antwerpen. Er wurde zum Begründer des belgischen Familienzweiges. Vorfahren der Familie seiner Großmutter waren calvinistische Glaubensflüchtlinge aus Valenciennes im Hennegau nahe Antwerpen. Nach jeweils frühem Tod seiner Ehepartner schloss er 1867 eine dritte Ehe mit der 24-jährigen Léonie Marie Mols (* 2. Februar 1843 Antwerpen; † 22. Dezember 1918 ebenda). Sie war die Schwester des Malers Robert Mols und auch die Enkelin von Mathieu Laurent Brialmont. Sein Sohn Robert Alfred Osterrieth (* 2. Oktober 1869 in Antwerpen; † 30. Mai 1947 in Brüssel) heiratete am 27. Dezember 1899 in Gent die vermögende Anna Eugénie Marie Ghislaine Lippens (1877–1957).

## Leben
Willy Osterrieth war ein bekannter belgischer Fechter und Neffe des damaligen belgischen Transportministers. Ein Jahr vor seinem Tod war Willy noch Teilnehmer der Fechtweltmeisterschaft von 1930 in Liège (Lüttich). Er gewann dort Mannschaftsgold im Degen für Belgien, vor Argentinien und Frankreich. Im folgenden Jahr starb er als 23-Jähriger auf einer Weltreise nach Ost-Indien einen Unfalltod in Kali Baroe auf Java im damaligen Niederländisch-Indien, heute Indonesien.